# Amphilius
Amphilius — рід сомів родини амфілієві.
Має досить подовжене тіло з короткою, вдавленою та широкою головою, три пари бахромчатих вусиків. Очі, маленькі та розташовані дорсально, дуже віддалені одне від одного. Хвостовий плавець роздвоєний або вирізаний. На відміну від видів Paramphilius, довжина морди перевищує половину довжини голови, жировий плавець не зливається з хвостовим плавцем у дорослих екземплярів, а анальний плавець має сім або менше розгалужених променів.

## Види
На сьогодні відомо 33 види:
- Amphilius atesuensis Boulenger, 1904
- Amphilius athiensis A. W. Thomson & Page, 2010
- Amphilius brevis Boulenger, 1902
- Amphilius caudosignatus P. H. Skelton, 2007
- Amphilius chalei Seegers, 2008
- Amphilius crassus A. W. Thomson & Hilber, 2015[3]
- Amphilius cryptobullatus P. H. Skelton, 1986
- Amphilius dimonikensis P. H. Skelton, 2007
- Amphilius frieli A. W. Thomson & Page, 2015[3]
- Amphilius grandis Boulenger, 1905
- Amphilius jacksonii Boulenger, 1912 (Marbled mountain catfish)
- Amphilius kakrimensis Teugels, P. H. Skelton & Lévêque, 1987
- Amphilius kivuensis Pellegrin, 1933
- Amphilius korupi P. H. Skelton, 2007
- Amphilius krefftii Boulenger, 1911
- Amphilius lamani Lönnberg & Rendahl, 1920
- Amphilius lampei Pietschmann, 1913
- Amphilius laticaudatus P. H. Skelton, 1984 (Broadtail mountain catfish)
- Amphilius lentiginosus Trewavas, 1936
- Amphilius longirostris (Boulenger, 1901)
- Amphilius lujani A. W. Thomson & Page, 2015[3]
- Amphilius maesii Boulenger, 1919
- Amphilius mamonekenensis P. H. Skelton, 2007
- Amphilius natalensis Boulenger, 1917 (Natal mountain catfish)
- Amphilius nigricaudatus Pellegrin, 1909
- Amphilius opisthophthalmus Boulenger, 1919
- Amphilius pedunculus A. W. Thomson & Page, 2015[3]
- Amphilius platychir (Günther, 1864) (Mountain barbel)
- Amphilius pulcher Pellegrin, 1929
- Amphilius rheophilus Daget, 1959
- Amphilius ruziziensis A. W. Thomson & Page, 2015[3]
- Amphilius uranoscopus (Pfeffer, 1889) (Stargazer mountain catfish)
- Amphilius zairensis P. H. Skelton, 1986